# St-Nicolas (Saint-Arnoult-en-Yvelines)

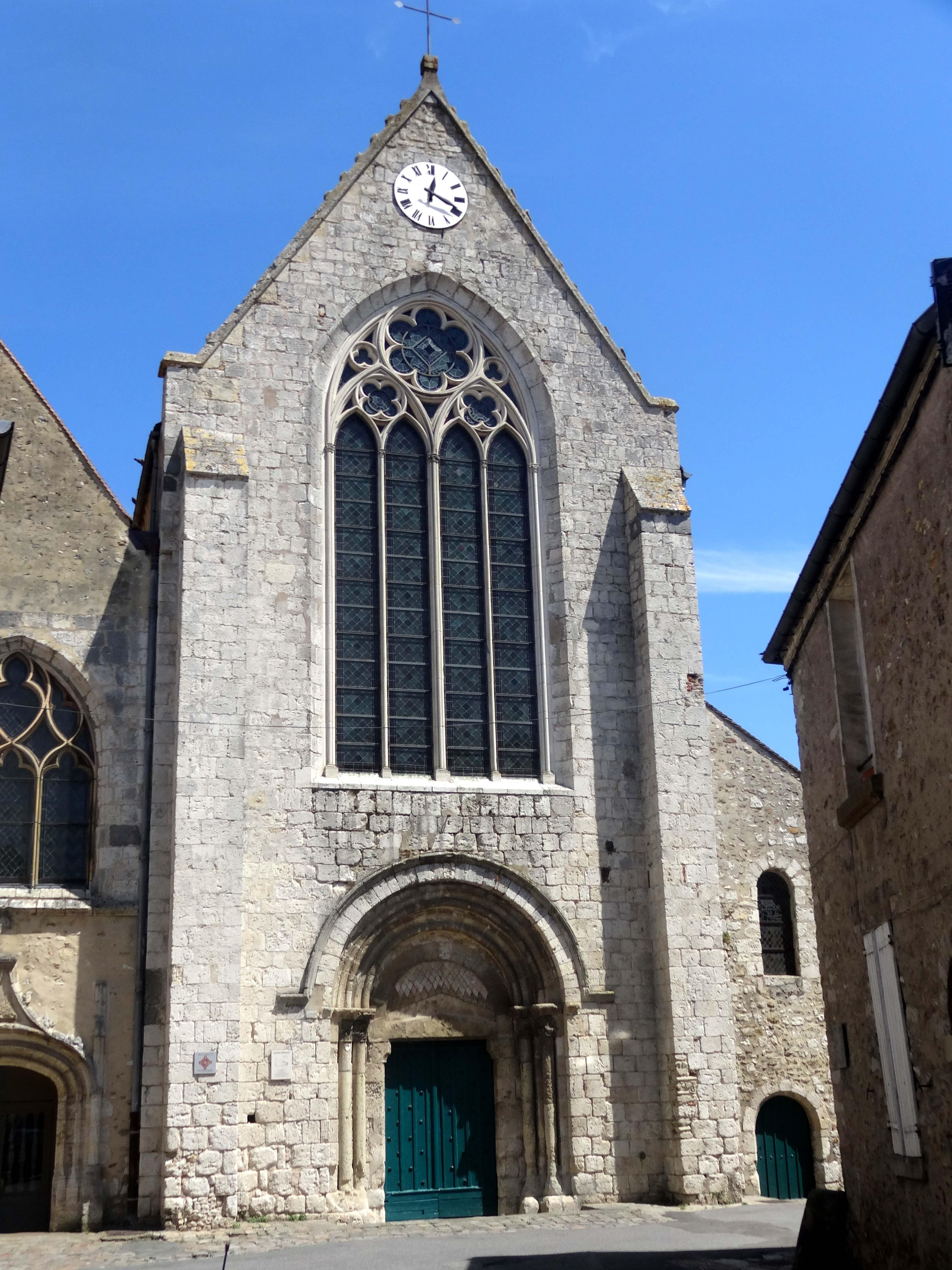
Pfarrkirche Saint-Nicolas, Westfassade

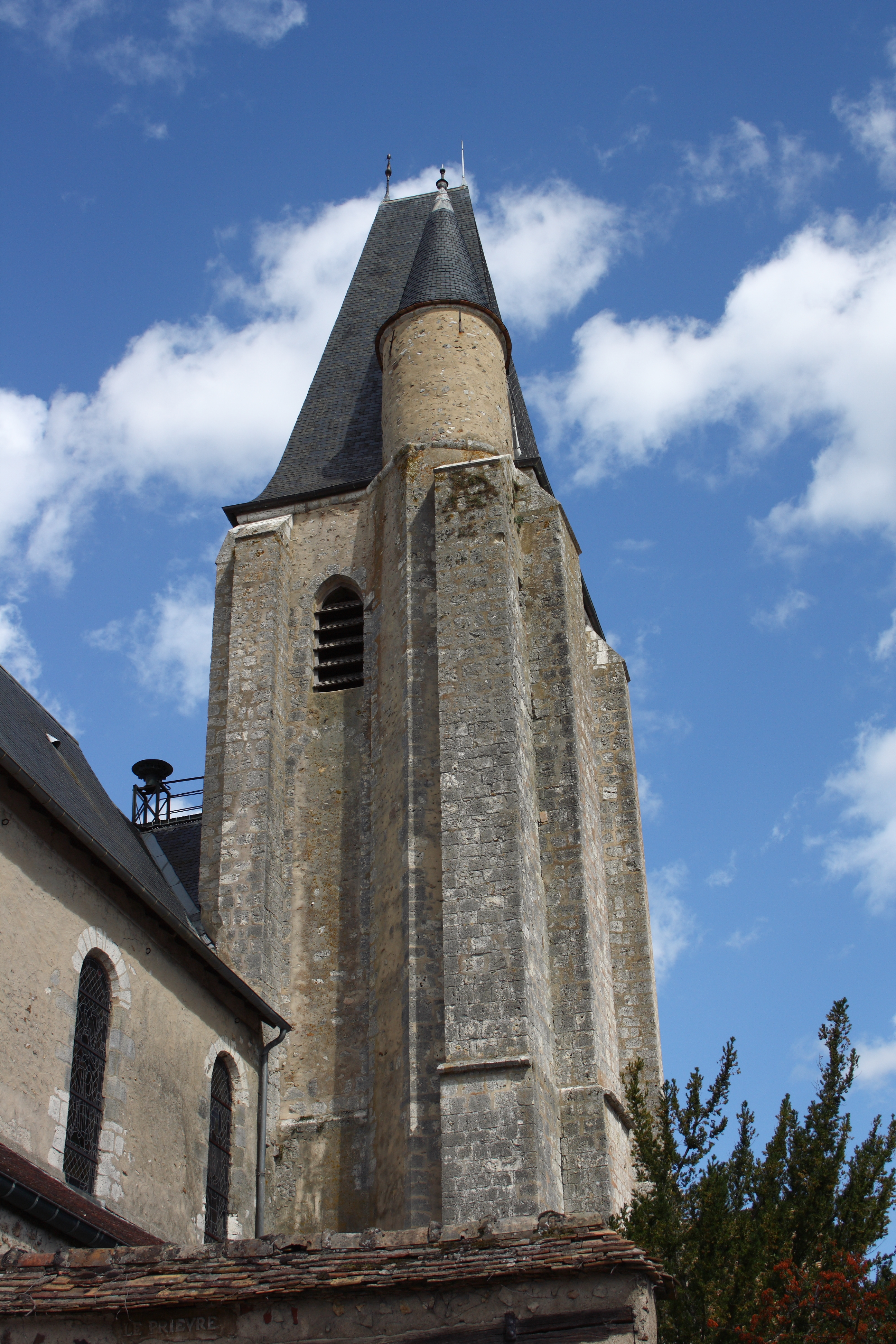
Glockenturm

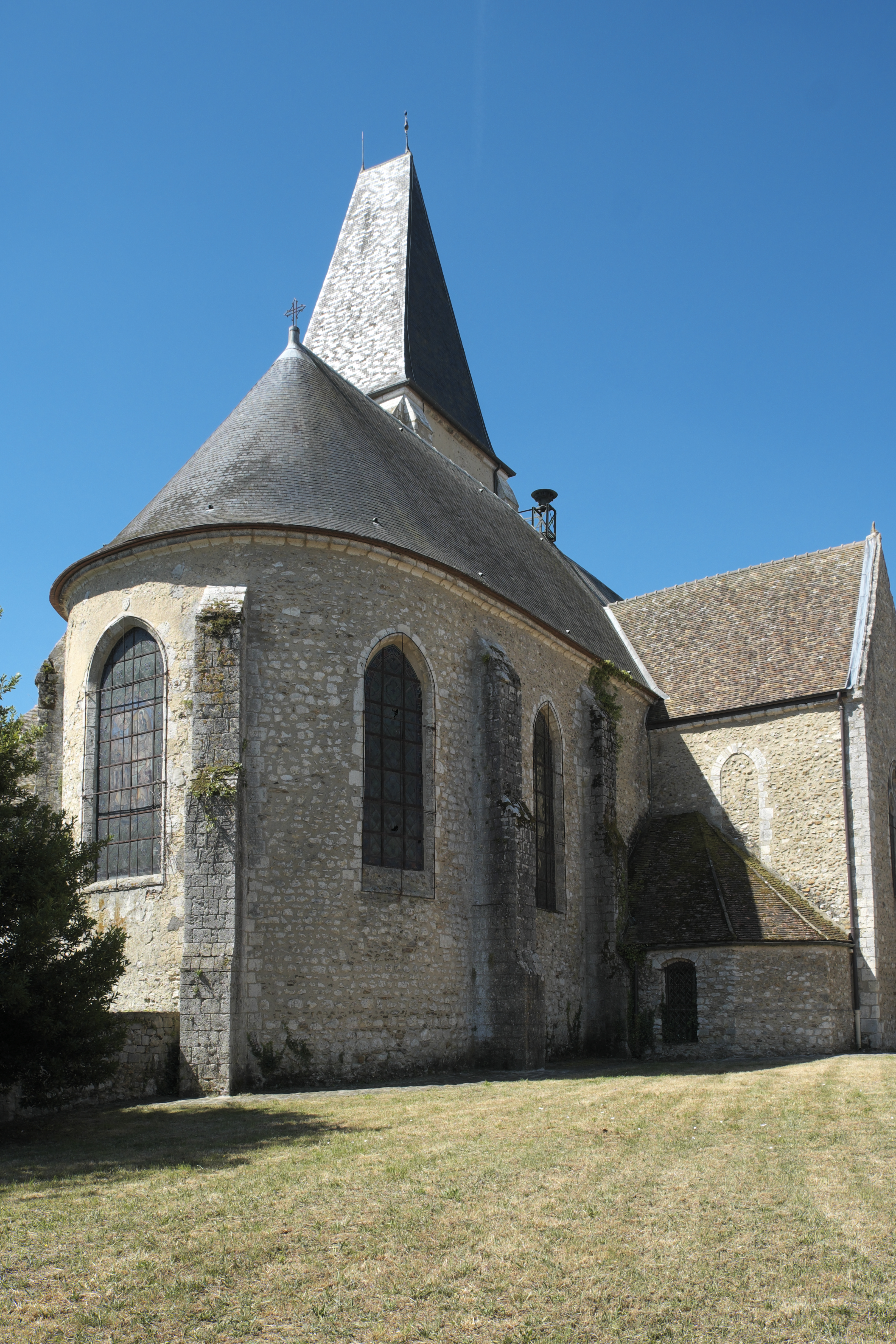
Apsis

Die katholische Pfarrkirche Saint-Nicolas in Saint-Arnoult-en-Yvelines, einer Gemeinde im Département Yvelines in der französischen Region Île-de-France, ist eine ehemalige Prioratskirche, die im 12. Jahrhundert an der Stelle einer älteren, durch einen Brand beschädigten Kirche errichtet wurde. Die Kirche ist dem heiligen Nikolaus von Myra geweiht. Im Jahr 1993 wurde sie als Monument historique in die Liste der Baudenkmäler in Frankreich aufgenommen.

## Geschichte
Der älteste Teil der Kirche ist die Krypta, die vor 949 errichtet wurde und zu einem Vorgängerbau der heutigen Kirche gehörte. An der Stelle der Krypta soll der heilige Arnulf von Yvelines (Arnoul des Yvelines), ein legendärer Heiliger, der auch als Bischof von Tours verehrt wird, im 6. Jahrhundert bestattet worden sein. In der Krypta wurden eine Memoria, eine Grabstätte, und eine Fenestella, ein Durchblick von der Kirche, nachgewiesen. Über dieser Krypta ließ Guido von Rochefort, Graf von Rochefort, im Jahr 1104 nach seiner Rückkehr aus dem Kreuzzug eine romanische Kirche errichten, die 1129 geweiht wurde. Von diesem dreischiffigen, 41 Meter langen Gebäude sind noch das Portal, die Mauern der Apsis mit ihren Strebepfeilern, die Mittelschiffarkaden und die rundbogigen Obergadenfenster sowie ein Tonnengewölbe rechts neben dem Chor erhalten. In das Hauptschiff und das südliche Seitenschiff wurde, nachdem die alte Holzdecke Ende des 14. Jahrhunderts eingestürzt war, in der zweiten Hälfte des 15. Jahrhunderts eine neue Holzdecke eingezogen. Im 16. Jahrhundert wurde die Kirche im Stil der Flamboyant-Gotik umgebaut. Aus dieser Zeit stammen der dreigeschossige Glockenturm, das von einem Korbbogen überspannte Seitenportal und das Gewölbe des nördlichen Seitenschiffs, das in den Jahren 1526 bis 1533 verdoppelt und als Pfarrkirche genutzt wurde. Die westlichen drei Joche wurden erst 1902 errichtet.

## Architektur

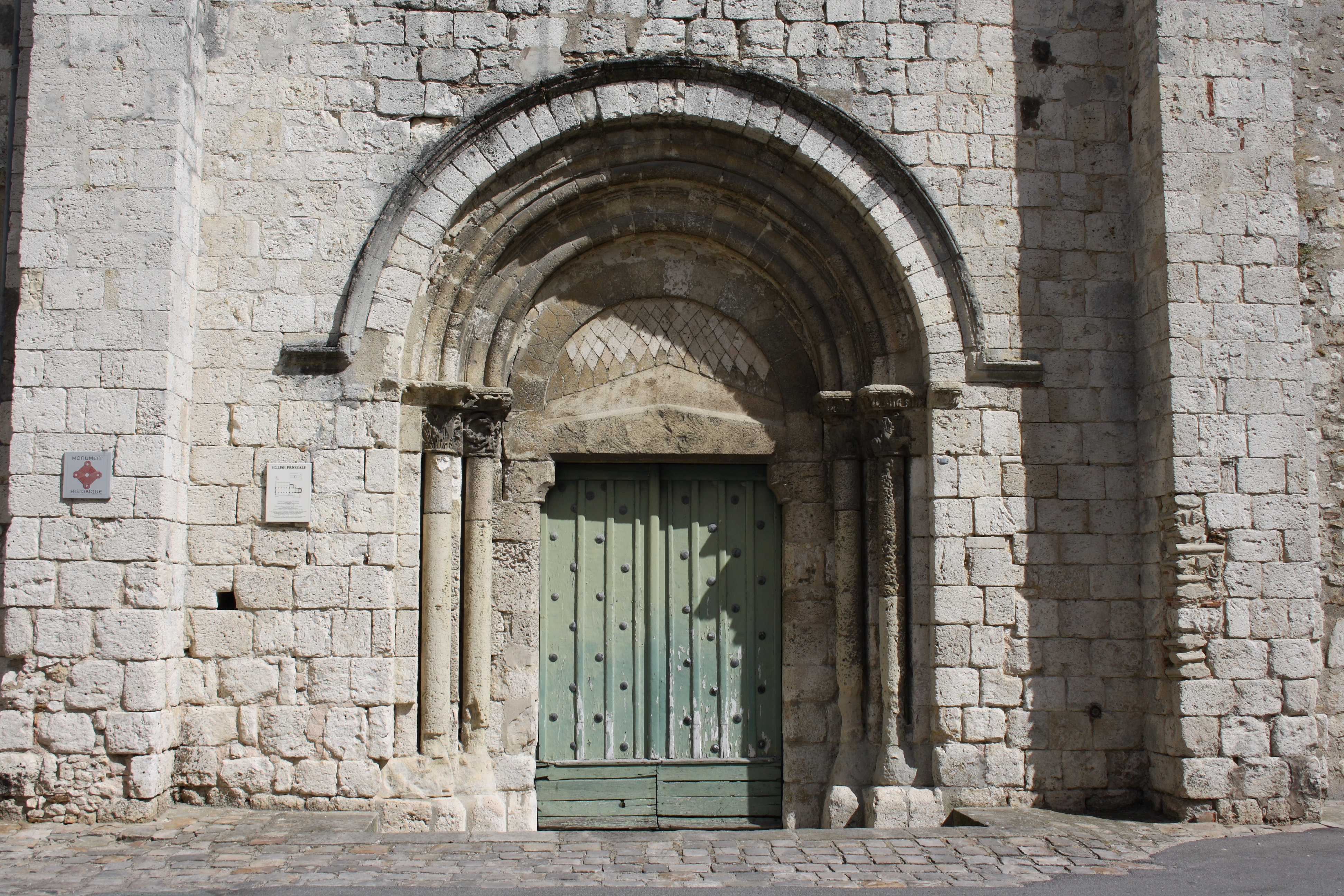
Westportal

### Außenbau
Die Westfassade wird durch zwei massive Strebepfeiler verstärkt. Im Erdgeschoss ist ein rundbogiges Portal eingeschnitten, das von Archivolten und schlanken, mit Kapitellen verzierten Säulen gerahmt wird. Das Tympanon ist mit einem Schachbrettmuster verziert. Über dem Portal öffnet sich ein großes, vierbahniges Maßwerkfenster, das 1877 eingebaut wurde und bis in den Giebel reicht. Im südlichen Chorwinkel steht der mit einem Walmdach gedeckte Glockenturm, an den ein schmaler Treppenturm angebaut ist.

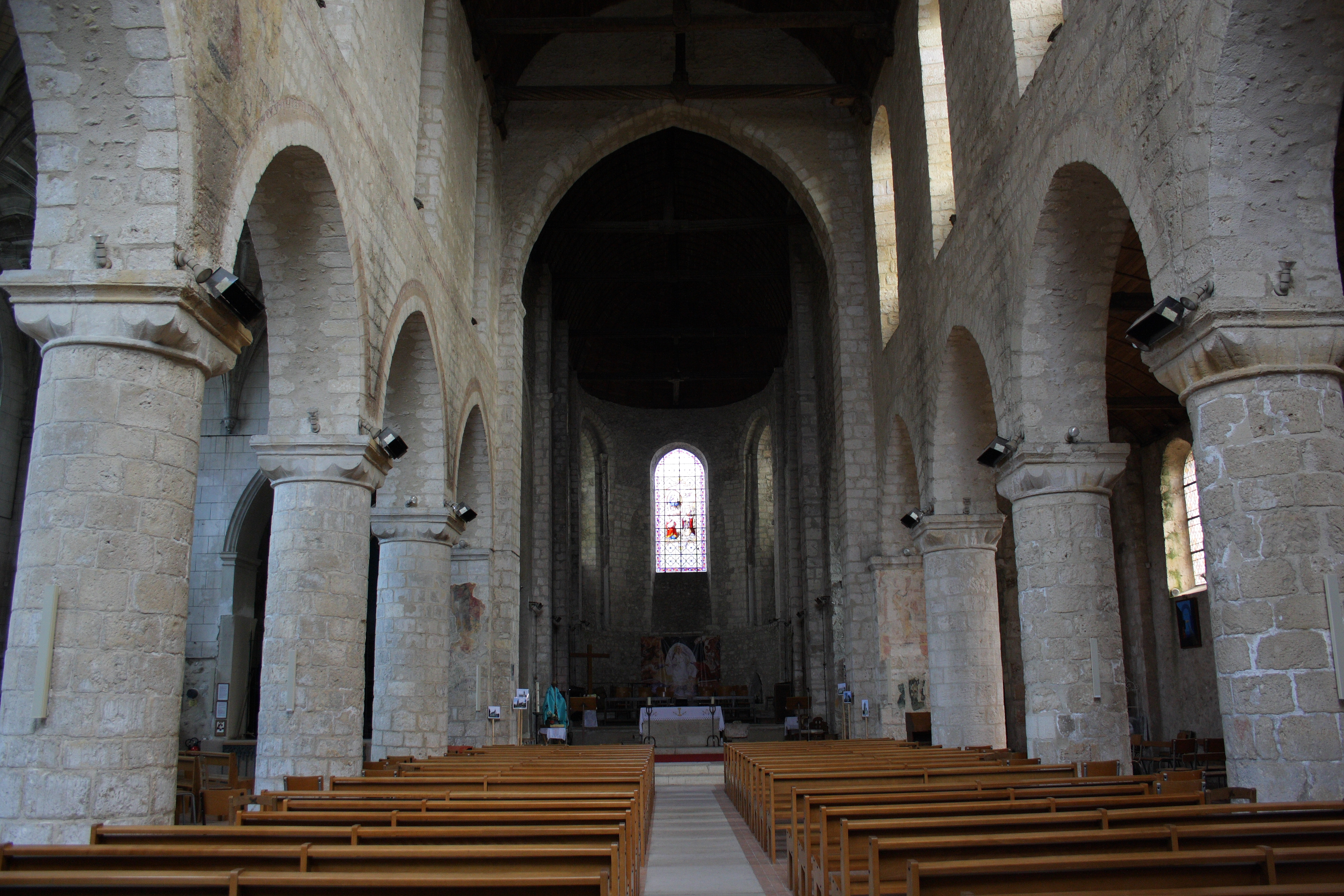
Innenraum

### Innenraum
Das dreischiffige Langhaus ist zweigeschossig und in fünf Joche gegliedert. Die spitzbogigen Mittelschiffarkaden ruhen auf massiven, mit schlichten Kapitellen verzierten Säulen. Das Hauptschiff, das südliche Seitenschiff und der halbrund geschlossene Chor werden von hölzernen Tonnen gedeckt, die von geschnitzten Balken getragen werden. Die Balkenenden, die als Mäuler von Ungeheuern gestaltet sind, liegen auf holzgeschnitzten Konsolen, auf denen unterschiedliche, in der Mode des 16. Jahrhunderts gekleidete Personen dargestellt sind. In zwei Fenstern im Chor sind zwei, vermutlich wiederverwendete Säulen aus der frühen Gotik eingestellt, deren Schäfte mit Figuren skulptiert sind.

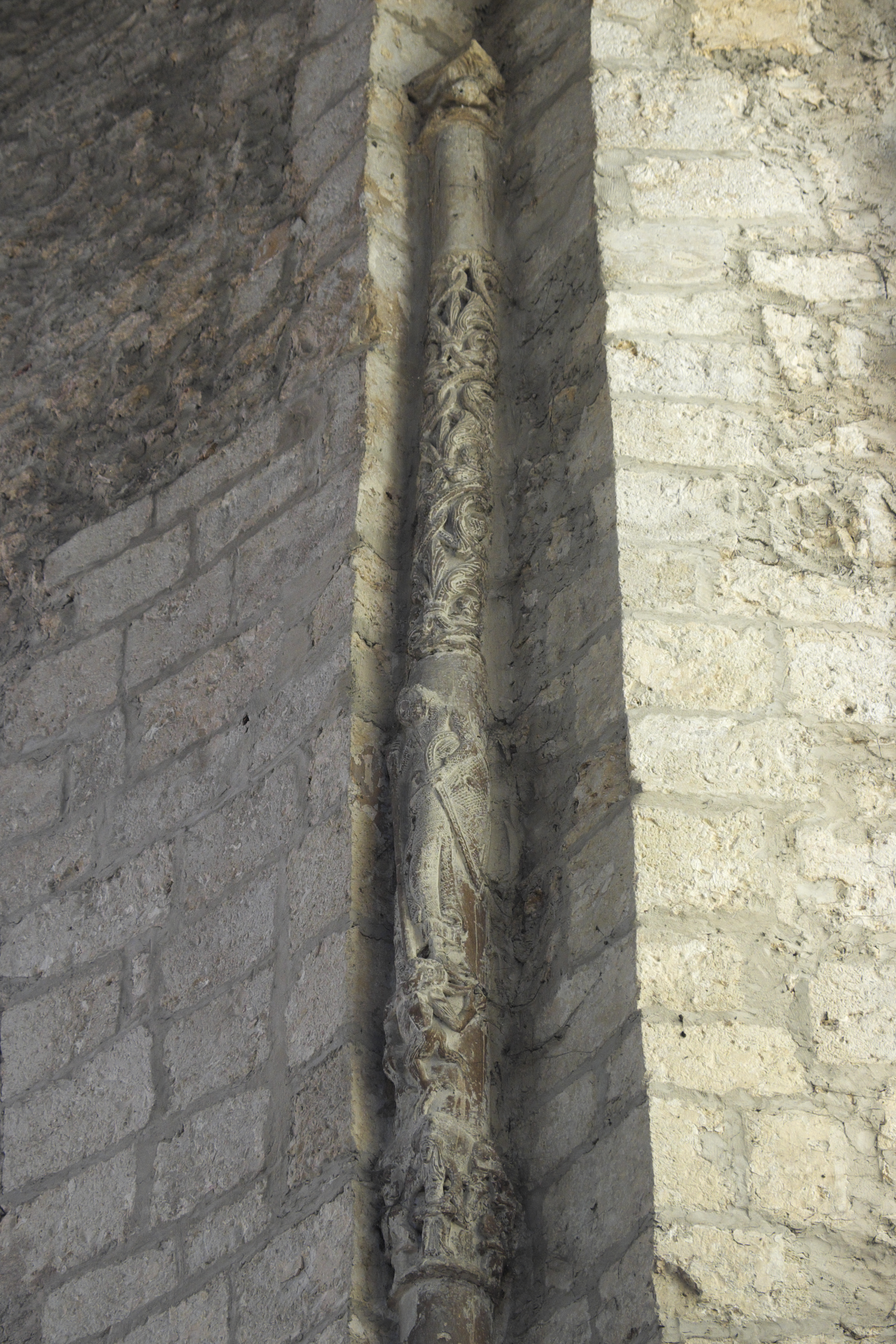
Wiederverwendete Säule im Chor
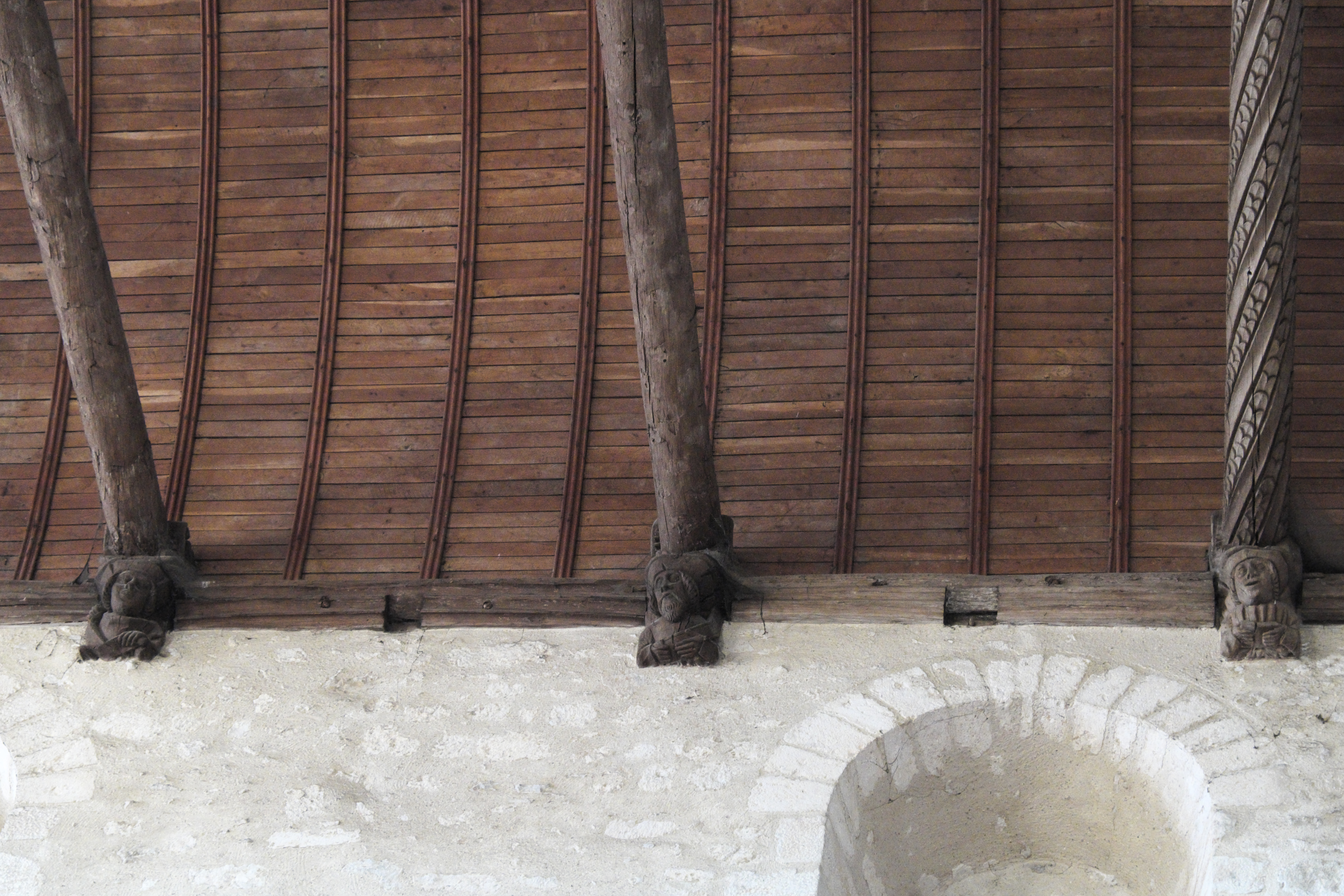
Holzdecke mit geschnitzten Balken
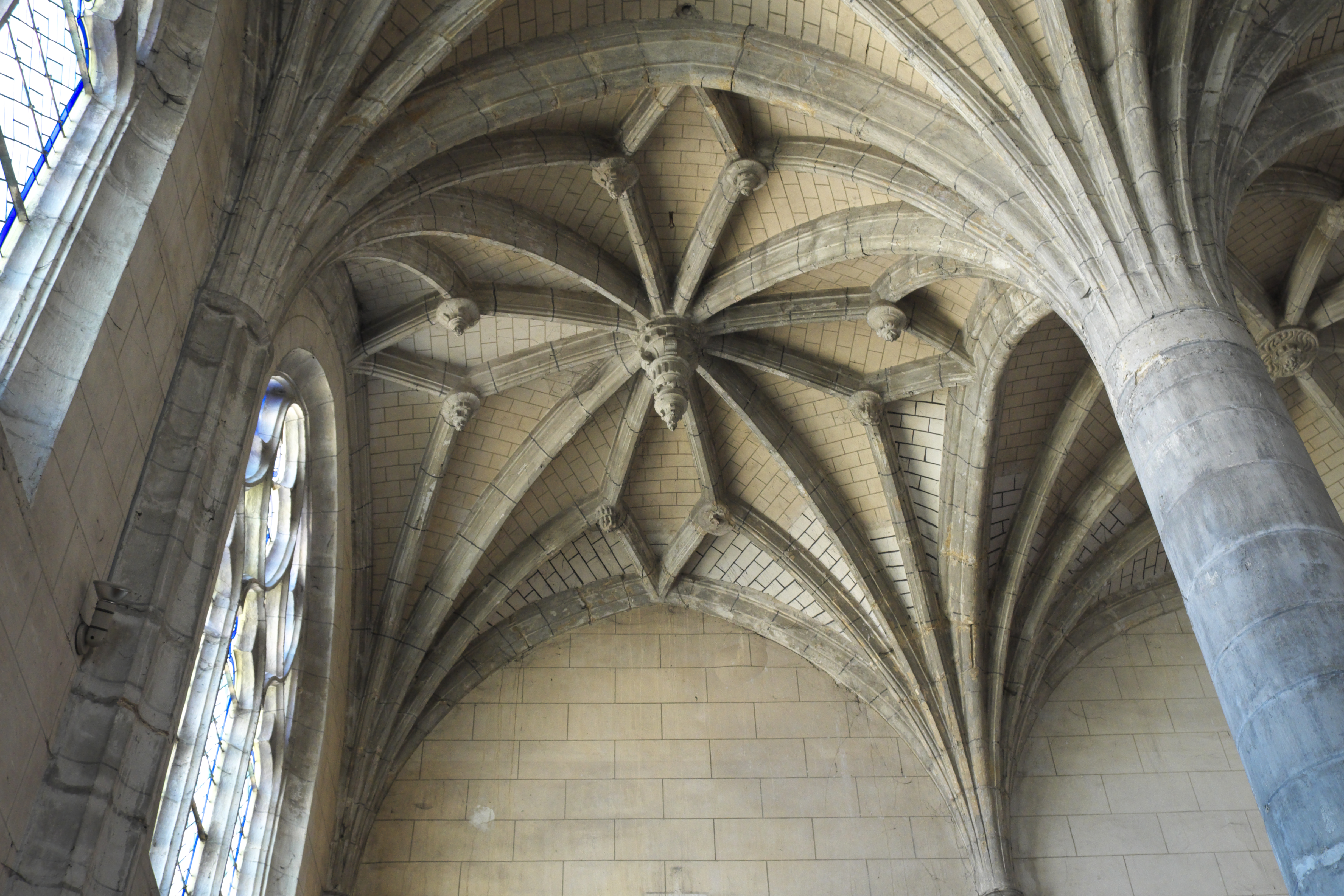
Gewölbe im nördlichen Seitenschiff

## Wandmalereien
Auf den beiden Säulen vor dem Chor und an der Nordseite des Langhauses sind Fragmente von Wandmalereien erhalten, deren zeitliche Einordnung in der Literatur nicht erwähnt wird. Auf einer Szene im nördlichen Langhaus ist in der Mitte Christus dargestellt, umgeben vom heiligen Martin, der auf einem Pferd sitzt, und dem heiligen Eustachius, vor dem ein Hirsch mit einem Kruzifix im Geweih steht. Auf der rechten Säule am Eingang zum Chor sind mehrere Personen dargestellt, auf der linken Säule ist eine Figur mit Heiligenschein zu erkennen.

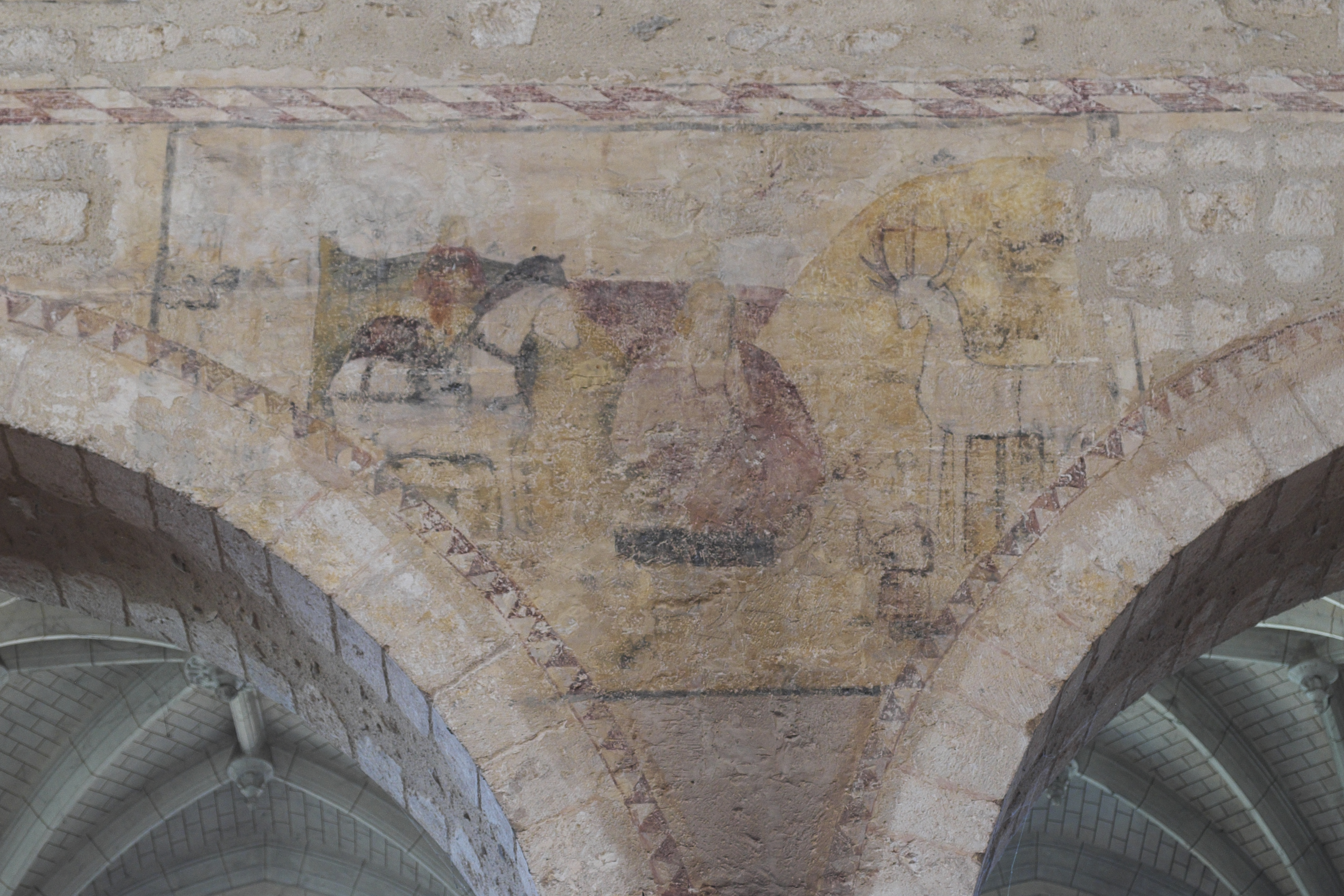
Wandmalerei im Langhaus
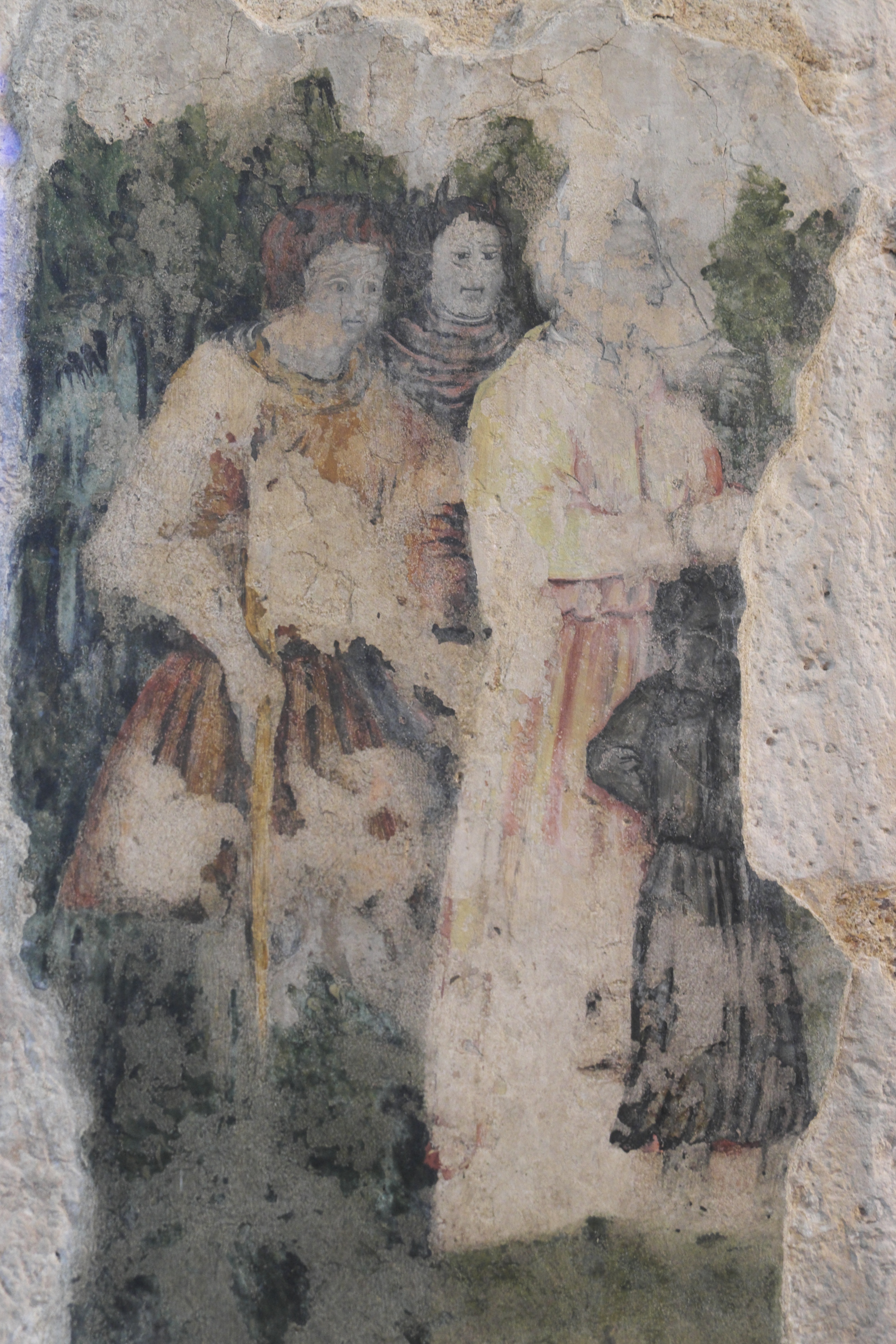
Personen
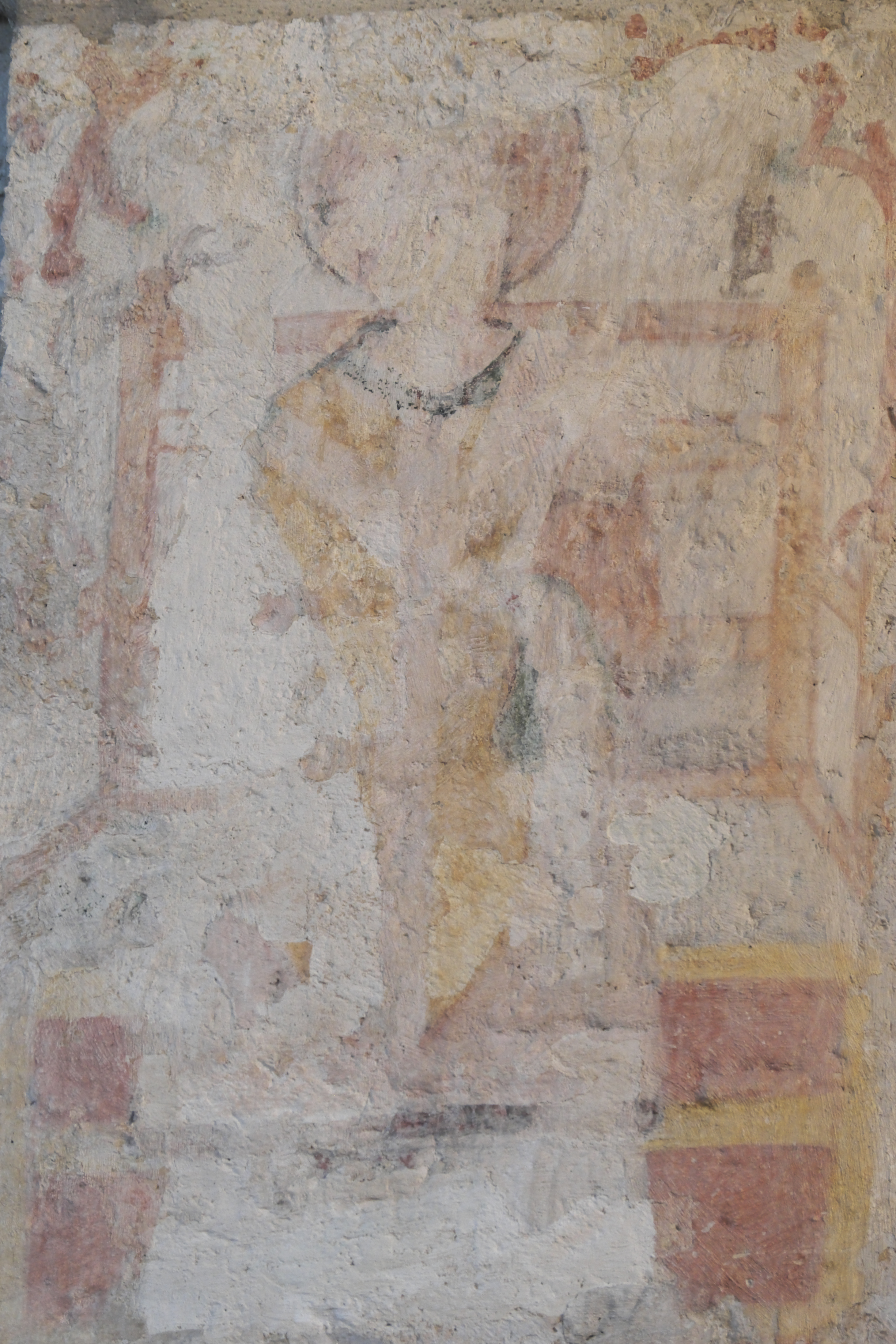
Figur mit Heiligenschein
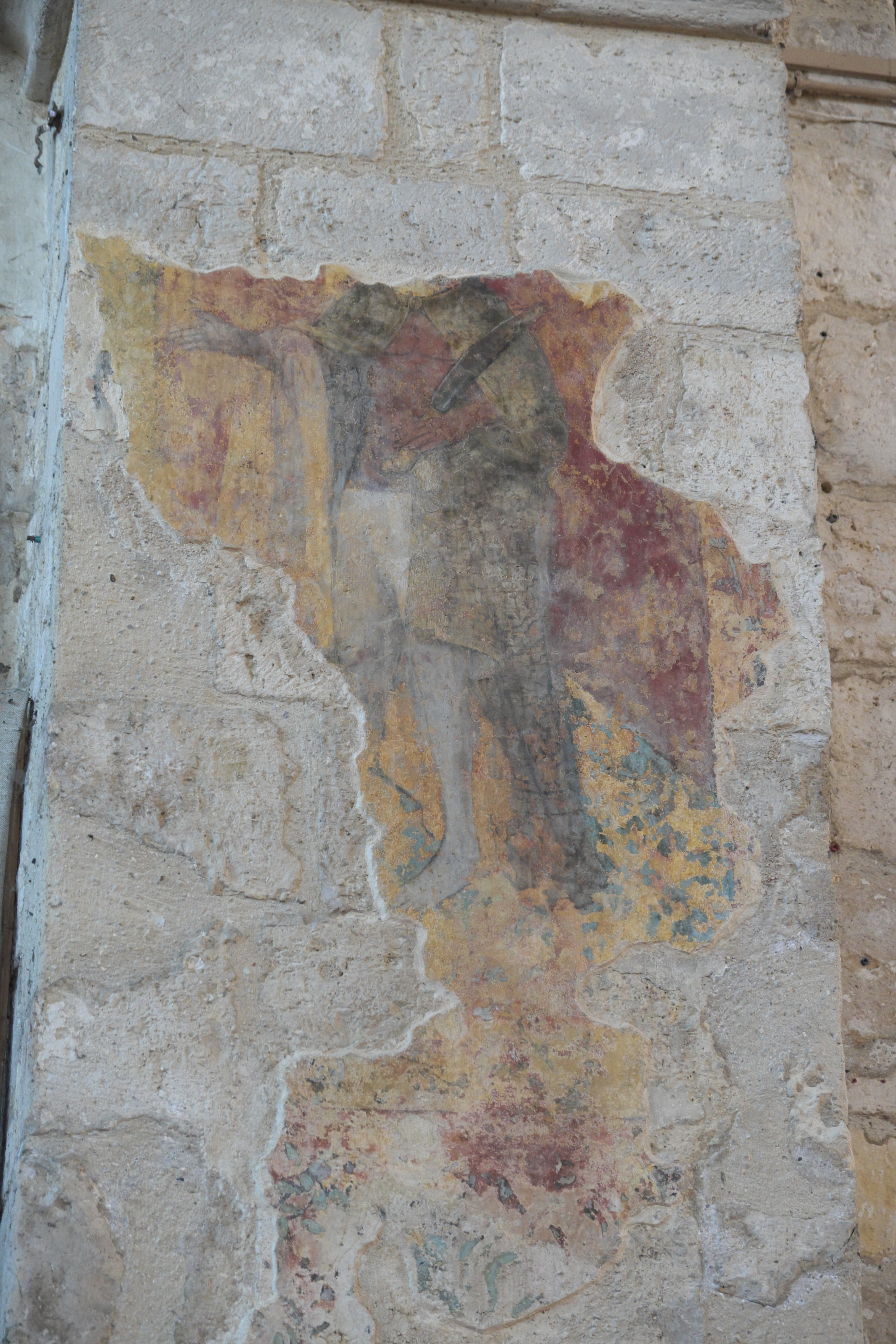
Fragment einer Wandmalerei

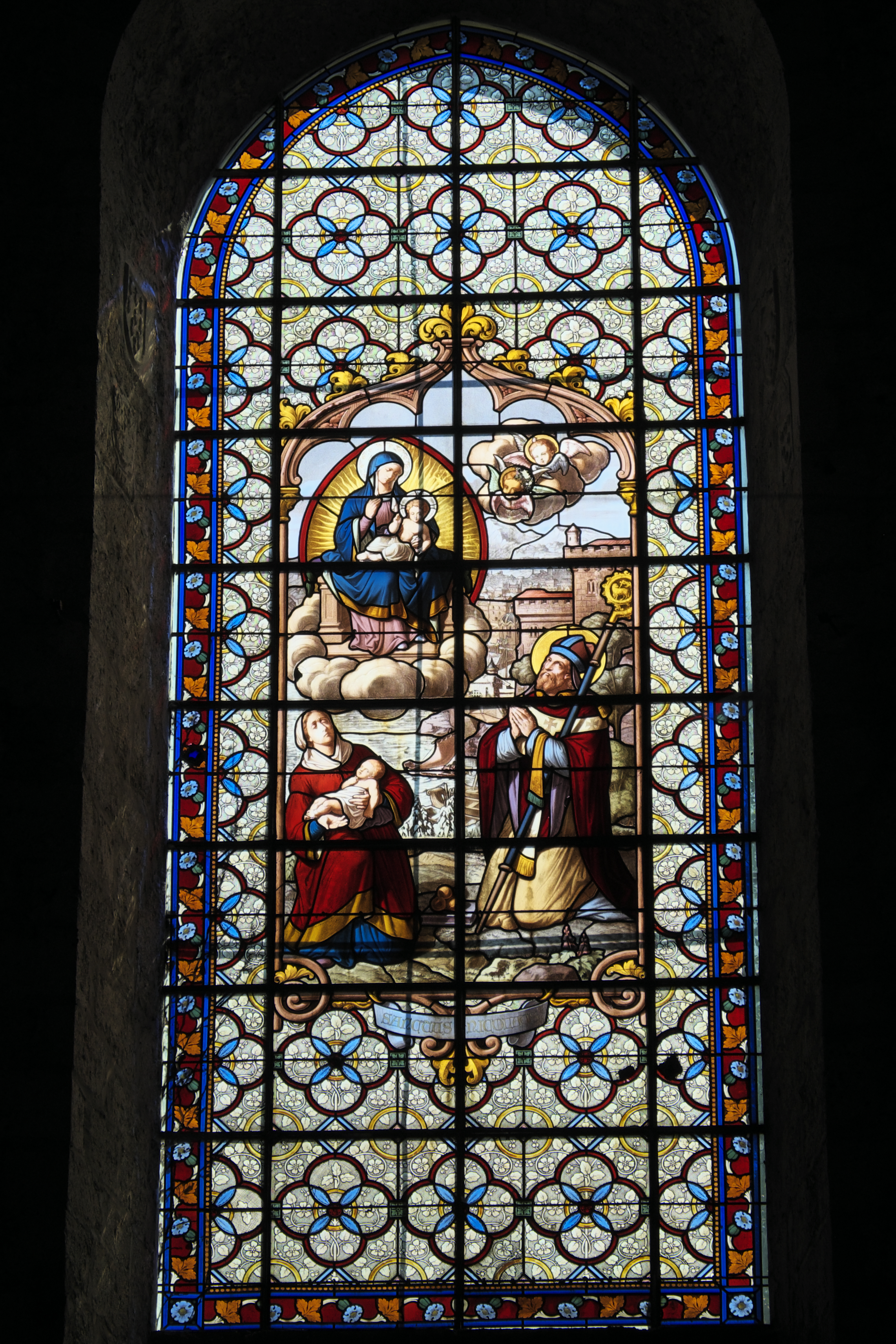
Chorfenster

## Bleiglasfenster
Auf dem Bleiglasfenster im Chor ist der Schutzpatron der Kirche, der heilige Nikolaus, dargestellt. Zu seinen Füßen liegt ein Buch mit seinem Attribut, den drei goldenen Kugeln. Neben ihm kniet eine Mutter mit ihrem Säugling, die eine auf einer Wolke thronende, von einem Strahlenkranz umgebene Madonna mit dem Jesuskind anfleht.

## Ausstattung
- Die weibliche Schnitzfigur, die in der linken Hand ein Buch hält, soll die heilige Scariberge darstellen, die Gemahlin des heiligen Arnulf. Die Figur wird ins späte 15. Jahrhundert datiert.[2]
- Die Schnitzfigur des heiligen Fiacrius stammt aus dem 17. Jahrhundert.[3]
- In das Taufbecken ist die Jahreszahl 1781 eingemeißelt. Die ovale Schale ist godroniert und besteht aus rosa Marmor.[4]

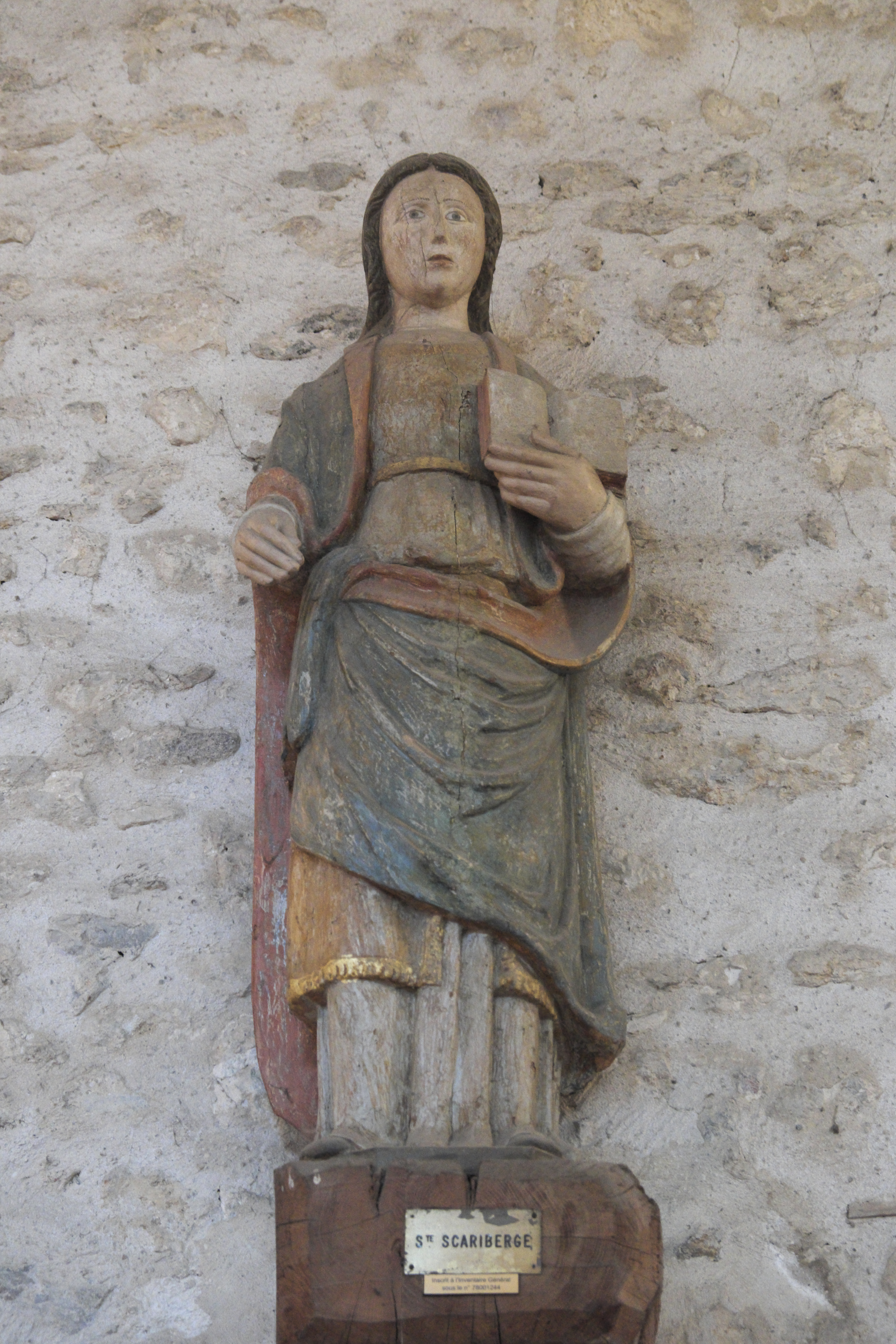
Heilige Scariberge
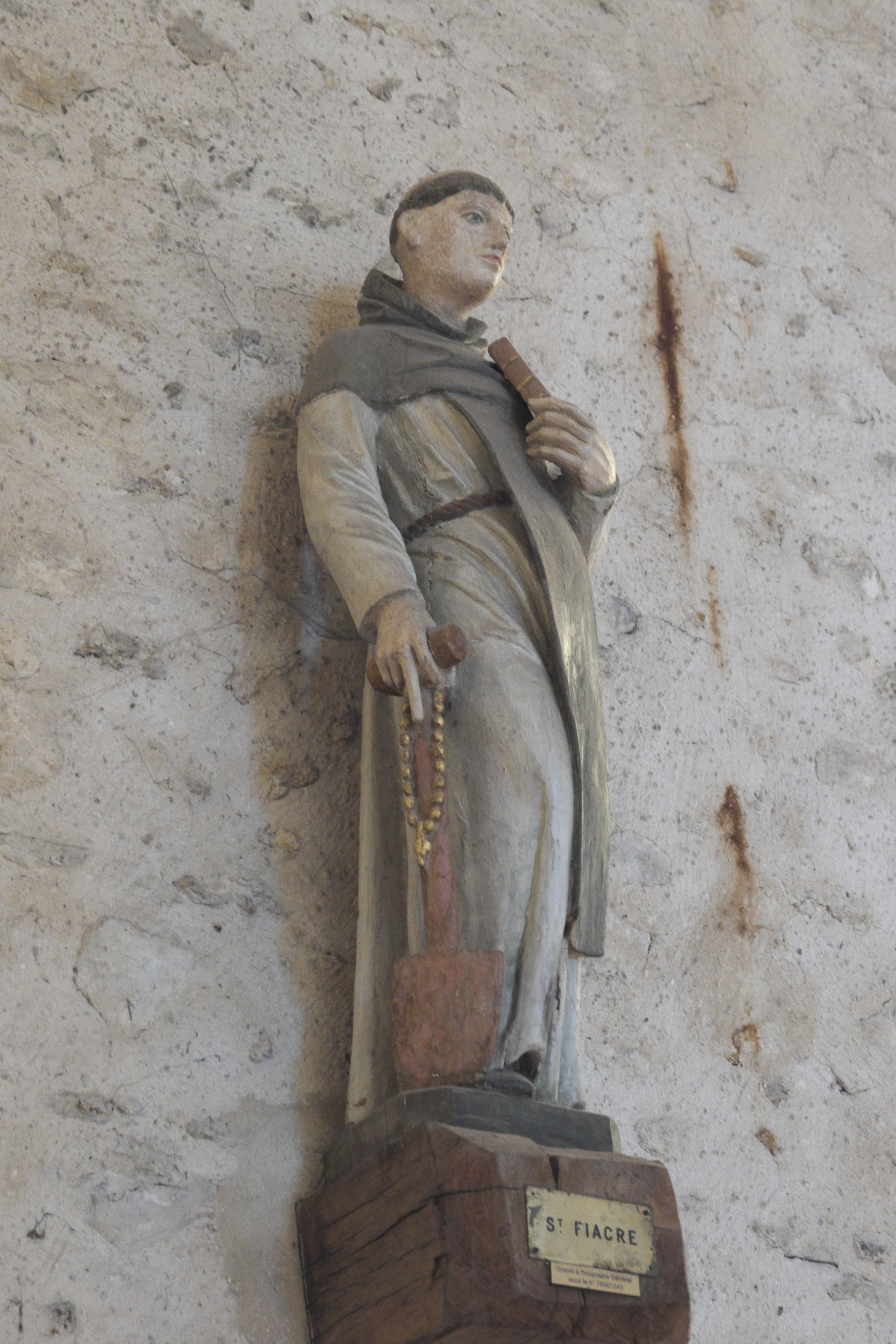
Heiliger Fiacrius
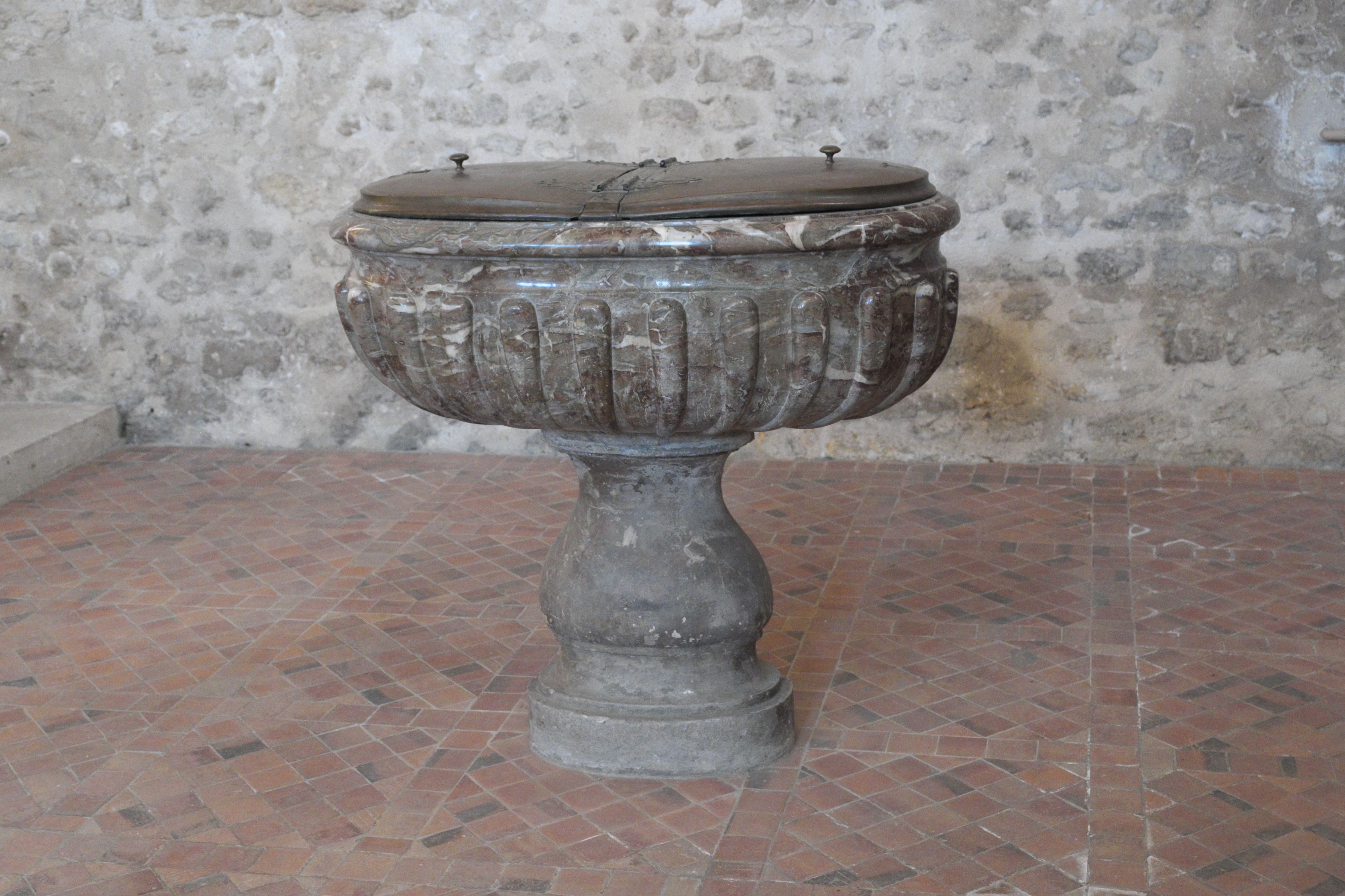
Taufbecken